# Florynce Kennedy
Pour les articles homonymes, voir Kennedy.
Florynce Rae « Flo » Kennedy, née le 11 février 1916 et morte le 22 décembre 2000, est une juriste américaine, militante féministe et pour la défense des droits civiques.

## Biographie

### Enfance et adolescence
Florynce Kennedy est née dans une famille afro-américaine de Kansas City, dans le Missouri. Son père Wiley Kennedy a été Pullman porter (en) avant de se mettre à son compte comme chauffeur de taxi. Florynce Kennedy, la deuxième d'une famille de cinq filles, a eu une enfance heureuse malgré la pauvreté durant la Grande Dépression et le racisme d'un voisinage majoritairement blanc. Le Ku Klux Klan était présent dans son quartier et tentait de les en chasser. Elle se souvient que son père était armé d'un fusil de chasse pour repousser les membres du Ku Klux Klan et protéger sa famille. Elle a déclaré : « Mes parents nous ont donné un fantastique sens de la sécurité et de la valeur. Pendant que les membres sectaires nous disaient que nous n'étions personne, nous avons toujours su que nous étions quelqu'un ».
Florynce Kennedy sort première de sa classe et obtient son diplôme à la Lincoln College Preparatory Academy (en). Après ses études, elle enchaîne différents métiers. Elle a notamment travaillé dans un magasin de chapeaux et a été liftier. Après la mort de sa mère, Zella, en 1942, elle quitte le Missouri et s’installe à New York. Elle vit dans un appartement à Harlem avec sa sœur Grayce. Concernant son déménagement à New York, elle raconte : « Je n'étais pas vraiment venue ici pour les études mais il y avait des écoles, alors j'y suis allée ». En 1944, elle commence à prendre des cours à la Columbia University School of General Studies (en), avec comme discipline principale le droit. Diplômée en 1949, elle se voit refusée en faculté de droit lorsqu'elle veut continuer dans cette voie. Dans son autobiographie, elle écrit : « Le vice-doyen, Willis Reese, m'a dit que je n'avais pas été rejetée parce que j'étais Noire mais parce que j'étais une femme. Je lui ai écrit une lettre disant que, quelle que soit la raison, le résultat était identique pour moi, et mes amis les plus cyniques estimaient que c'était là de la discrimination pure et simple du fait de ma couleur ». Florynce Kennedy rencontre le doyen et menace de poursuivre l'école en justice. Elle est finalement admise et devient l'unique personne de couleur parmi les huit femmes de sa promotion. En 1946, dans le cadre de son cours de son cours de sociologie à l'université Columbia, elle écrit un article établissant une analogie entre les discours de races et de genres. Elle espérait que « la comparaison entre les "femmes" et les "Negroes" permettrait d'accélérer la formation d'alliances ».

### Carrière et cinéma
En 1951, Florynce Kennedy obtient son diplôme en droit à la Columbia Law School et en 1954, elle ouvre son propre cabinet, gérant des affaires matrimoniales et certains dossiers criminels qui lui sont assignés. En 1956, elle signe un partenariat avec l'avocat qui a représenté Billie Holiday dans une affaire de drogue. Florynce Kennedy l'a ensuite défendue, ainsi que Charlie Parker.
Elle a joué dans deux films : en 1970, elle interprète le rôle d'Enid dans Le Propriétaire, adaptation du roman de Kristin Hunter (en) et en 1983 elle joue Zella dans Born in Flames, réalisé par Lizzie Borden.
En 1971, elle joue également joué dans  Who Says I Can't Ride a Rainbow aux côtés de Morgan Freeman, sous la direction de Edward Mann et, en 1973, elle participe à la série télé Some of My Best Friends are Men.
Florynce Kennedy fait partie des nombreux narrateurs du second volume du film intitulé Come Back, Africa, un docufiction réalisé par Lionel Rogosin, qui évoque l'histoire afro-américaine ainsi que l'apartheid en Afrique du Sud. Ce film a été réalisé dans le but de « restituer l'histoire afro-américaine orale ».
En 1997, Florynce Kennedy est récompensée pour son engagement et son militantisme constants et, l'année suivante, l'université Columbia lui décerne son « Owl Award » pour saluer son parcours. Enfin, en 1999, elle obtient le Century Award décerné par l'université de la ville de New York.

### Militantisme
Florynce Kennedy milite selon une approche intersectionnelle. Sherie Randolph, dans son livre Florynce "Flo" Kennedy: The Life of a Radical Black Feminist, rapporte les propos suivants : « Mon principal message est que nous vivons dans une société pathologiquement, institutionnellement raciste, sexiste et classiste. Que les techniques négrifiantes (« niggerizing ») employées ne portent pas seulement préjudice aux Noirs mais également aux femmes, aux gays, aux anciens détenus, aux prostituées, aux enfants, aux personnes âgées, aux personnes en situation de handicap ou aux natifs américains. Si l'on parvenait à analyser la pathologie de l'oppression... on en apprendrait beaucoup sur la façon de la gérer ». Flo Kennedy a continuellement poursuivi un même but, celui de « pousser les femmes à examiner les sources d’oppression dont elles souffrent. Elle parlait d'actes de résistance quotidiens que nous pouvons tous mettre en pratique ». Elle résumait sa stratégie de protestation en disant qu'il s'agissait de « rendre les Blancs nerveux ».
Pour attirer l'attention lors de ses apparitions publiques, Florynce Kennedy portait souvent un chapeau de cow-boy, des lunettes roses ou des faux-cils façon Daffy Duck, qui faisaient de l'effet. Elle possédait une résidence secondaire à Fire Island, où elle était une personnalité importante de la vie sociale, et un appartement sur East 48th Street, près de la Cinquième Avenue, à New York. Là bas, elle avait l'habitude d'organiser des salons qu'elle présidait pour encourager les rencontres, les échanges, les discussions et partages d'idées, les nouveaux projets.

#### Débuts activistes
Florynce Kennedy s'engage et commence à militer tôt. Ainsi, dans le livre intitulé Madison Avenue and the Color Line: African Americans in the Advertising Industry de Jason Chambers, on apprend qu'« après avoir obtenu son diplôme, Kennedy avait organisé avec succès un boycott contre une filiale de Coca-Cola qui refusait d'embaucher des chauffeurs noirs ».
Elle se souvient avoir été arrêtée pour la première fois en 1965 alors qu'elle rentrait chez elle sur 48th Street parce que la police refusait de croire qu'elle vivait dans le quartier. À partir de ce moment-là, Florynce Kennedy s'est attachée à combattre le racisme et les discriminations.
Florynce Kennedy se bat pour les causes féministes et les droits civiques et, progressivement, les affaires qu'elle plaide sont toutes reliées à ces sujets. Elle se lie d'amitié avec Morton Birnbaum (en), un ancien élève en droit de Columbia qu'elle influence en matière de  psychophobie dans les années 1960.
Avec d'autres militants, elle fait pression sur les médias qui ne donnent pas leur place aux Noirs, allant jusqu'à boycotter les grands annonceurs s'ils refusent les comédiens noirs dans leurs publicités. Elle assiste à trois conférences du mouvement Black Power, plaide les affaires de H. Rap Brown (en), Assata Shakur et des Black Panther, ainsi que de la féministe radicale Valerie Solanas, jugée en 1968 pour une tentative de meurtre sur Andy Warhol.
En 1968, elle joue un rôle important dans l'organisation d'une manifestation contre le concours de Miss America, qui a pour but de mettre en évidence l'exploitation des femmes. Toujours dans son livre, Sherie Randolph note que Florynce Kennedy était chargée de recruter d'autres féministes noires pour organiser la manifestation. Pendant la contestation, plusieurs femmes ont été arrêtées et Florynce Kennedy a été leur avocate.
Dans les années 1970, Florynce Kennedy parcourt le pays avec la journaliste féministe Gloria Steinem. Lorsqu'on lui demandait si elles étaient lesbiennes - stéréotype très courant à l'époque vis à vis des féministes - Florynce Kennedy citait Ti-Grace Atkinson en répondant : « Êtes-vous l'alternative qui s'offre à moi ? ».
Très tôt, elle rejoint la National Organization for Women mais quitte le mouvement en 1970, en désaccord avec leur vision du changement[pas clair]. Aussi, elle crée le Parti féministe en 1971, avec Shirley Chisholm en tant que présidente et participe à la création du National Women's Political Caucus (en), organisme chargé d'aider les femmes désirant occuper des fonctions politiques. En 1972, elle entre au conseil consultatif du Westbeth Playwrights Feminist Collective (en), un groupe de théâtre de New York qui produit des pièces sur des questions féministes.
Florynce Kennedy a soutenu le mouvement pro-choix en faveur de l'avortement et a participé à l'écriture du livre Abortion Rap avec Diane Schulder. La phrase « si les hommes pouvaient avoir des enfants, ce serait un sacrement » a quelquefois été attribuée à Florynce Kennedy, même si Gloria Steinem l'attribue à un vieux chauffeur de taxi de Boston qu'elles avaient croisé. En 1972, Florynce Kennedy dépose une plainte d'évasion fiscale au nom de l'Internal Revenue Service, chargé de collecter les impôts, contre l'Église catholique et leur campagne contre le droit à l'avortement, jugée comme une violation de la séparation de l'État et de l'Église.
Sherie Randolph indique dans son article Not to Rely Completely on the Courts que Florynce Kennedy est l'une des avocates ayant traité l'affaire Abramowicz v. Lefkowitz, qui tentait d'abroger les lois sur l'avortement. Sherie Randolph souligne que ce cas est l'un des premiers à utiliser les déclarations de femmes ayant subi des avortements illégaux comme des témoignages d'experts au lieu de faire appel à des médecins.

#### Activisme chevronné
Après la mutinerie de la prison d'Attica, survenue en 1971 à la suite d'abus en matière de droits civiques, s'est posé le problème de la solidarité entre le mouvement Black Power et les féministes, forçant souvent les militants à choisir entre les deux. En 1973, elle co-fonde la National Black Feminist Organization (NBFO) avec Margaret Sloan-Hunter. Cette organisation est chargée de traiter les questions raciales comme celles en rapport avec le genre tel que les droits liés à la procréation et les campagnes de stérilisation destinées à certaines races spécifiques[style à revoir].
En 1973, afin de protester contre le manque de toilettes pour femmes à l'université Harvard, des militantes renversent des pots de prétendue urine sur les marches du Lowell Hall. Cette action a été imaginée et menée par Florynce Kennedy, entre autres.
Lorsqu'elle en parle, elle précise : « Je suis juste une femme noire d'âge moyen un peu tapageuse avec une colonne vertébrale et trois pieds d'intestins[pas clair] qui manquent et pas mal de gens pensent que je suis folle. Peut-être que vous le pensez aussi mais je ne cesserai jamais de me demander pourquoi je ne suis pas comme les autres. Le mystère, pour moi, serait plutôt de savoir s'il n'y a pas plus de personnes comme moi ».
En 1974, le magazine People écrit qu'elle était sans conteste « la personne la plus grosse, la plus tapageuse et grossière sur le champ de bataille ».
En 1977, Florynce Kennedy s'associe au Women's Institute for Freedom of the Press (en), un organisme de publication à but non lucratif œuvrant pour accroître la communication entre les femmes et l'opinion publique.
Fermement opposée aux interventions militaires, notamment la guerre du Viêt Nam, Florynce Kennedy a inventé l'expression « Pentagonorrhea ».

### Vie privée
En 1946, Florynce Kennedy écrit une monographie intitulée The Case Against Marriage, qu'elle résume par la suite pour l'ajouter à son autobiographie :
« ... the idea being that marriage is a crock. Why should you lock yourself in the bathroom just because you have to go three times a day? »
— .
        
« le mariage est une mijoteuse. Pourquoi devriez-vous vous enfermer dans les toilettes juste sous prétexte que vous avez besoin d'y aller trois fois par jour ? »
En 1957, Flo Kennedy épouse l'auteur de science-fiction Charles Dye, précédemment marié avec l'auteure Katherine MacLean. Charles souffrait d'alcoolisme et en meurt vers 1960, alors dans la trentaine. Florynce Kennedy ne s'est jamais remariée et n'a jamais eu d'enfants.
En 1976, elle écrit son autobiographie intitulée Color Me Flo: My Hard Life and Good Times (Englewood Cliffs, NJ : Prentice Hall), dans laquelle elle raconte sa vie et sa carrière. Elle indique également avoir collaboré avec William Francis Pepper (en) pour l'écriture du livre Sex Discrimination in Employment: An Analysis and Guide for Practitioner and Student.
En 1986, pour fêter son 70e anniversaire, Florynce Kennedy donne un gala au Playboy Club (en) de New York, sponsorisé par Christie Hefner, la fille d'Hugh Hefner, le fondateur de Playboy.
Florynce Kennedy meurt à son domicile, à New York, le 21 décembre 2000, à l'âge de 84 ans,. Athée, elle a dit un jour : « Il est intéressant de noter que dans deux des institutions les plus anti-féministes, l'église et le palais de justice, les hommes portent des robes ».

## Dans la fiction
Florynce Kennedy figure dans deux films biographiques de 2020 au sujet d'autres femmes. Elle apparaît, en effet, dans Mrs. America, une mini-série portant sur la militante conservatrice Phyllis Schlafly. C'est Niecy Nash qui joue son rôle. Dans le film biographique The Glorias, de Gloria Steinem, son rôle est interprété par Lorraine Toussaint.

## Lecture complémentaire
- Sherie M. Randolph, Florynce "Flo" Kennedy: The Life of a Black Feminist Radical, University of North Carolina Press, 2015.